# Pedro Moreno
Pedro Moreno (Havana, 14 de setembro de 1980) é um ator cubano com carreira no México.

## Biografia
Estreou na televisão no reality Protagonistas de Novela: primeira temporada. Como ator, sua primeira telenovela foi Amor descarado. Logo depois participa de novelas como  La mujer en el espejo, La viuda de Blanco e Dame chocolate. 
Em 2008 participou da novela El rostro de Analía.  Em 2010 integrou o elenco da novela Sacrificio de mujer. 
Em 2011 debuta na Televisa em um papel antagônico na novela Una familia con suerte. Em 2013 participou da reta final de Corona de lágrimas. 
Em 2014 interpretou o antagonista da novela Cosita linda.  No mesmo ano protagonizou a novela Voltea pa' que te enamores.  Ambas as novelas foram uma parceria de Univisión e Venevisión.
Em 2015 regressa a Televisa e co-protagoniza a novela Amor de barrio. 
Em 2016 participou da novela Tres Veces Ana.  
Em 2017, antagoniza a novela Me Declaro Culpable. 

## Carreira

### Telenovelas
- A.mar, donde el amor teje sus redes (2025) - Gabriel Arenas Neira
- Tu vida es mi vida (2024) - Rafael "Rafa" Castillo Ibáñez / Rafael "Rafa" Lugo Ibáñez
- Amor dividido (2022) - Amaury Ramírez Nieto
- La desalmada (2021) - Caimán
- Contigo sí (2021) - Josue Gutiérrez
- Me declaro culpable (2017/18) - Julián Soberón
- Tres veces Ana (2016/17) - Iñaki Nájera
- Amor de barrio (2015) - Raúl Lopezreina Cisneros
- Hasta el fin del mundo (2014/15) - Ranku
- Voltea pa' que te enamores (2014) - Rodrigo Karam
- Cosita linda (2013/14) - Olegario Pérez
- Corona de lágrimas (2012/22) - Juez Julián Corona
- Una familia con suerte (2011/12) - Enzo Rinaldi
- Sacrificio de mujer (2010) - Braulio Valdes
- El rostro de Analía (2008/09) - Cristóbal Colón
- Dame chocolate (2007) - José Gutiérrez
- La viuda de Blanco (2006/07) - Querubín
- La mujer en el espejo (2004/05) - Nino Arrebato
- Amor descarado (2003/04) - Rubén García

### Cinema
- Morir soñando (2015) - Vincent
- Huntey by Night (2010) - Chico
- Loving the Bad Man (2010) - Manny
- Tómalo suave (2007) - Ricky

### Séries
- Ultimo aviso (2010) - Vaughn´s Lookout
- Los Teens (2003) - Méndez

## Prêmios e Indicações
| Ano  | Prêmio                | Categoria               | Trabalho               | Resultados |
| ---- | --------------------- | ----------------------- | ---------------------- | ---------- |
| 2012 | Prêmio TVyNovelas     | Melhor ator co-estrelar | Una familia con suerte | Indicado   |
| 2012 | People em Espanhol    | Melhor ator secundário  | Una familia con suerte | Indicado   |
| 2013 | Special Beauty Awards | Galã da televisão       | Cosita linda           | Venceu     |
| 2018 | Prêmio TVyNovelas     | Melhor vilão            | Me declaro culpable    | Indicado   |